# Mark Tatham
Mark Tatham – inżynier, projektant. Pracował między innymi w Formule 1.

## Życiorys
W 1983 roku rozpoczął trzyletnie studia inżynierskie w Exeter University. Następnie studiował w Cranfield Institute of Technology, gdzie uzyskał stopień magistra z inżynierii samochodowej.
W 1988 roku dołączył do AC Cars, gdzie był asystentem ws. projektu i rozwoju samochodów sportowych. Następnie pracował w Brun Technics jako inżynier ds. projektu.
Następnie został pracownikiem Tyrrell Racing, gdzie pracował trzy lata. W 1991 roku był także inżynierem wyścigowym Satoru Nakajimy.
W 1992 roku pracował jako starszy inżynier ds. projektu w firmie produkującej skrzynie biegów, Xtrac. Dwa lata później ponownie dołączył do Tyrrella jako starszy inżynier ds. projektu. W 1996 roku objął taką funkcję w Williamsie, pracując na głównych obszarach mechanicznych, w tym nad zawieszeniem, układem kierowniczym i integracją z nadwoziem i układem przeniesienia napędu.
W 2006 roku dołączył do Toyota F1, gdzie był odpowiedzialny za projekt i rozwój modeli TF107 i TF109.
W 2009 roku był konsultantem w Lotus Racing.
Prowadzi własną firmę, MTO Consulting.